# Schloss Brand

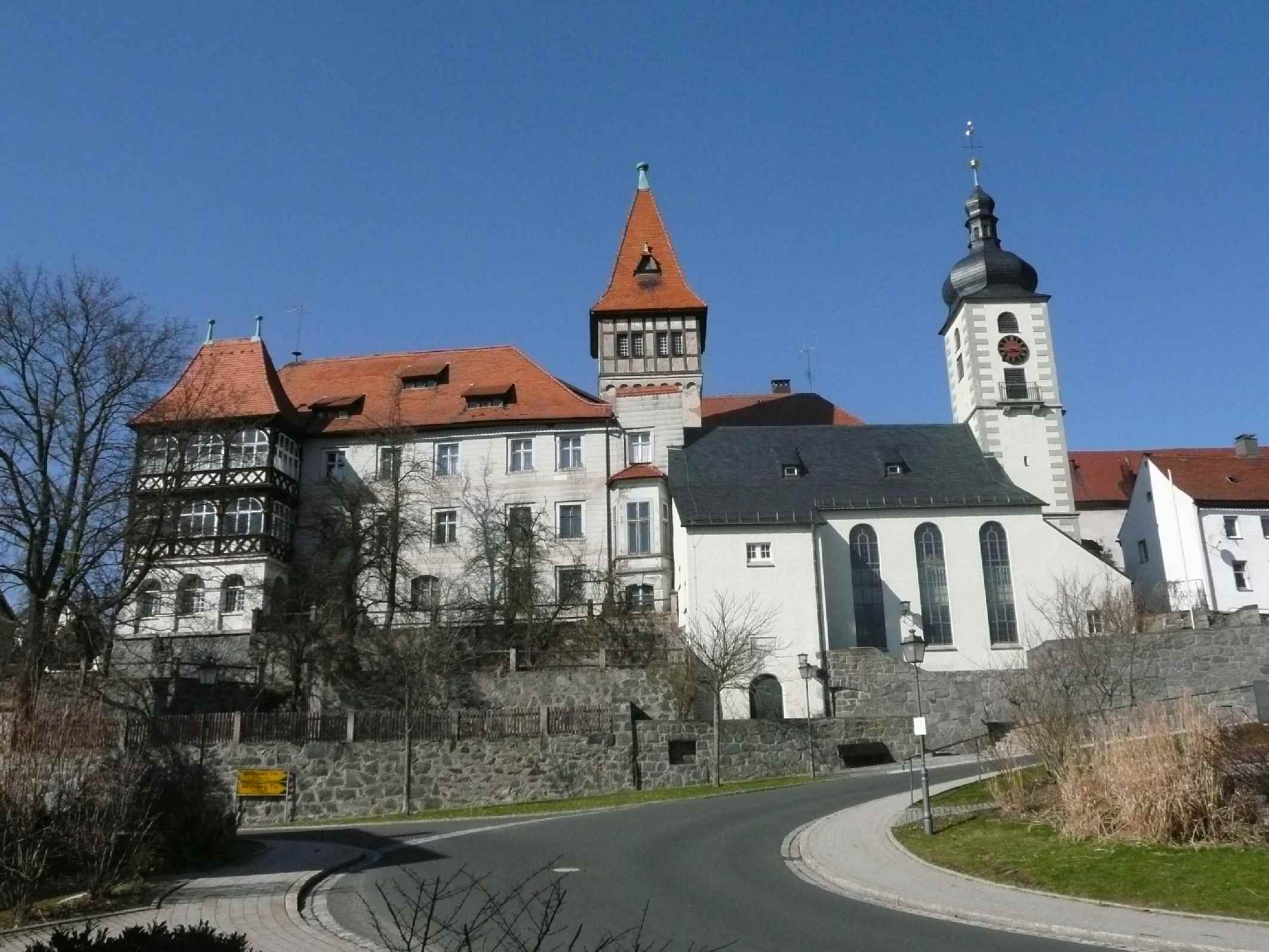
Schloss Brand bei Marktredwitz

Das Schloss Brand steht am nördlichen Rand des durch die Kössein in zwei Hälften unterteilten historischen Ortskerns von Brand (Marktredwitz). Die Anlage wurde 1221 erstmals urkundlich erwähnt und war im Mittelalter Sitz von Ministerialen.

## Geschichte

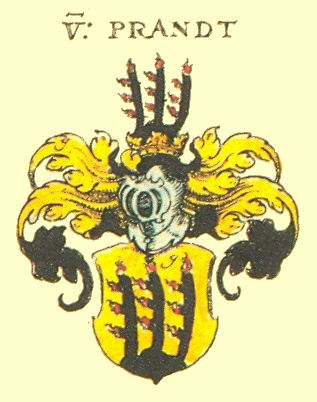
Wappen der Familie von Brand

Mit einem in einer Waldsassener Urkunde als Zeuge aufgetretenen „Meino de brande“ wurden der Ort und die Adelsfamilie von Brand zum ersten Mal bezeugt. Dabei standen die Brander ursprünglich wohl in Abhängigkeit von den Herren von Liebenstein. Nach deren Aussterben 1291 befand sich Brand in den Händen der Notthafft und Paulsdorfer, die wieder die Brander damit belehnten.
Im Egerer Landsteuerbuch von 1392 ist „Prant“ noch unter den zum Egerland gehörenden Orten aufgelistet. „Prannt das dorff mit gesessen vnd kirchen, on des Erhart Prantners teyl“ befindet sich 1414 in einem Verzeichnis der Güter, die Burggraf Johann III. von Nürnberg dem Egerland entzogen hatte. Zwar versprach der Burggraf, den Egerern verschiedene Güter, darunter auch Brand, wieder zurückzugeben, doch blieb Brand auch weiterhin im hohenzollerischen Territorium und wurde dem Richteramt Arzberg einverleibt. Dem Wortlaut einer Klageschrift von 1414 folgend, wo im Plural von „gesessen“ gesprochen wird, muss es damals mehrere Edelsitze – vielleicht schon wie 1499 drei – gegeben haben, die innerhalb des Schlossgutes beieinander lagen. Bewohnt wurden die Sitze damals von Erhard Brantner und dessen Onkel Berthold Brantner. Offensichtlich hatte sich Berthold Brantner im beginnenden 15. Jahrhundert dem Burggrafen Johann III. unterstellt.
1441 trugen die Söhne des Berthold Brantner, Nickel und Hans, ihren gesamten Besitz in Brand dem Markgrafen Johann Alchymista zu Lehen auf, wodurch sich ein Streit mit den Notthafften zum Weißenstein entwickelte, der über Generationen hinweg bis zum Jahr 1625 schwelte, als ein Schiedsgericht feststellte, dass das ganze Gut Brand unter der Lehensherrschaft der Familie Notthafft stand. In diesen Streit war auch der berühmte Komponist Jobst von Brandt involviert, der das Schloss Brand bewohnte und dort sein Spätwerk schuf.
In den Händen der Familie von Brand blieb ihr namensgebender Stammsitz bis nach dem Dreißigjährigen Krieg. 1662 verkaufte die Witwe von Hans Wilhelm von Brand ihren Besitz an Georg Christoph Renner. Die restlichen Anteile veräußerte Hans Wolff von Brand 1682 an Wolf Adolph Marschall. Am 19. April 1690 vernichtete ein Brand die bisherigen Schlossgebäude, doch schon im nächsten Jahr konnte man auf dem wiederaufgebauten Schloss Richtfest feiern.
Im 18. Jahrhundert wechselte eine Reihe von Schlossbesitzern rasch. Die Lehensherrschaft der Familie Notthafft über das Rittergut bestand bis in das 19. Jahrhundert. Am 29. Mai 1801 folgte auf Antrag des damaligen Besitzers Christian Freiherr von Lindenfels die Aufhebung des Lehensverbandes. 1864 bis 1884 war der Fabrikant Hans Max Philipp von Beust Eigentümer des Schlosses. Der letzte adelige Besitzer des Gutes war Albert Evan Edwin Reinhold Freiherr von Seckendorff, der es 1890 von dessen Tochter, Johanna von Voß, geborene Freiin von Beust, erworben hatte. Von von Seckendorffs Stieftochter Liane von Plänckner gelangte das Schloss 1937 in den Besitz der Bayerischen Landesforstverwaltung. In den Jahren 1938 bis 1943 wurde das Innere des Schlosses durch die Kreisbauernschaft des Reichsnährstandes weitgehend verändert. Während des Zweiten Weltkrieges diente Schloss Brand der Arbeitsgemeinschaft Kernphysik als geheimes Labor. Auch Otto Hahn weilte öfters im Schloss.
Von 1969 bis 2007 befand sich Schloss Brand in den Händen der Bischofshofbräu Regensburg. Seitdem bemüht sich der neue Eigentümer, der Verein Markgräfliches Collegium Historiae e. V. um eine sachgerechte Sanierung des historischen Bauwerks.

## Baubeschreibung
Das Schloss Brand besteht im Wesentlichen aus zwei freistehenden Schlossgebäuden, die durch einen auf rechteckigem Grundriss errichteten, heute als Treppenhaus dienenden Turm miteinander verbunden sind. Die im Erdgeschoss-Grundriss des nordöstlichen Gebäudes erkennbaren enormen Mauerstärken lassen auf einen mittelalterlichen Kern dieses Hauses schließen. Die übrige Bausubstanz geht wohl auf die Zeit des Wiederaufbaues nach dem Brand von 1690 zurück, wurde aber im 19. und vor allem im 20. Jahrhundert stark überformt. Der an die Nordseite dieses Traktes angefügte Portalbau entstand wohl noch im 18. Jahrhundert und zeigt stilistisch den Übergang vom Spätbarock zum Klassizismus. Das dem Nordosttrakt nach Osten angefügte ehemalige Produktionsgebäude der Brauerei ist eine Zutat des 19. Jahrhunderts.